# Nettuno e Tritone
Nettuno e Tritone è un'opera scultorea realizzata tra il 1622 e il 1623 da Gian Lorenzo Bernini, tra le prime opere dei suoi anni giovanili. Attualmente è conservata presso il Victoria and Albert Museum di Londra.

## Storia
Il gruppo scultoreo fu originariamente commissionato dal cardinale Alessandro Damasceni Peretti nel 1620, e scolpito dal marzo del 1622 al febbraio dell'anno successivo; fu adoperato come fontana per decorare la peschiera (anche nota come Peschierone) progettata da Domenico Fontana tra il 1579 e il 1581, già presente all'interno dei giardini della villa Montalto Peretti, sul Viminale.
Nel 1786 fu acquistato da Thomas Jenkins, dal quale fu a sua volta acquisito dal pittore Joshua Reynolds, lo stesso anno. L'opera fu denominata Nettuno e Glauco, seguendo quanto scrisse Filippo Baldinucci nella biografia di Bernini, ma risulta come "Nettvno, e Tritone" già nell'incisione del 1704 di Domenico De Rossi, ed in seguito anche negli scritti di Reynolds sarà rinominata Nettuno e Tritone.
In seguito alla more di Reynolds nel 1792 la scultura fu venduta a Charles Anderson-Pelham, I conte di Yarborough, che la espose nel giardino della sua casa, la Walpole House, a Chelsea. I suoi eredi la trasferirono nel 1906 nella dimora di campagna nella contea di Lincolnshire. Fu quindi acquistata dal Victoria and Albert Museum nel 1950, sebbene fosse già stata esposta in una mostra alla Royal Academy nel 1938.

## Descrizione

### Soggetto
Il soggetto pare far riferimento a Nettuno e Tritone intenti ad assistere le navi troiane, così come riportato da Virgilio, Ovidio o entrambi (oltre a fonti aggiuntive).
Nelle Metamorfosi di Ovidio, Nettuno ordina a Tritone di soffiare nella sua conchiglia per calmare le onde; nell'Eneide, Nettuno placa le acque ed in seguito la nereide Cimotoe e Tritone spostano le navi di Enea, aiutati anche da Nettuno con il tuo tridente. Ma nessuno dei due episodi è fedelmente rappresentato nella scultore: si può ipotizzare, quindi, che Bernini abbia deciso di fonderlo ed integrarli con altre fonti.

### Iconografia
La composizione del Nettuno e Tritone vede il primo troneggiare - in piedi, a cavalcioni - sul secondo; Tritone è steso in una posa quasi accovacciata. Le due figure si ergono su di un mezzo guscio, che per l'occasione funge da zoccolo.
Nettuno punta il tridente verso il mare, mentre Tritone soffia nella conchiglia, originariamente concepita per far sgorgare da essa l'acqua, in virtù dell'utilizzo della scultura come fontana.
La posa del Nettuno, lo spazio negativo - che tra le sue gambe forma una V rovesciata - riempito da un'altra figura, il Tritone, furono deviazioni "radicali" del Bernini, trattandosi della sua "prima opera in cui la sagoma è spezzata"; inoltre, è possibile constatare il raggiungimento della "piena libertà barocca", seguendo le parole dello storico dell'arte Rudolf Wittkower. Tuttavia, quest'ultimo riconosce che manca ancora al Bernini quel dinamismo, quel "grande movimento travolgente" che anima e contraddistingue il David, Plutone e Dafne nei suoi lavori successivi.

#### Nettuno
Nettuno è rappresentato come un uomo "maturo barbuto", dalla muscolatura pronunciata: elementi, questi, che rimandano ad un'autorevolezza mascolina. La divinità torce il busto, mentre sta per spingere il tridente verso l'acqua; ad eccezione di un mantello, si presenta nuda. La "barba e i capelli arruffati" evidenziano il tumulto di questa scena.
Wittkower, che concordava con la tesi della rievocazione virgiliana, apprezzava come in questo gruppo scultoreo Nettuno, grazie al gesto con il tridente e "lo sguardo rabbioso verso le acque", fosse in grado di placare le onde. John Pope-Hennessy sottolineava come Bernini non avesse rappresentato la nereide, inclusa nel passaggio virgiliano, e che quindi dovesse trattarsi di una scultura ispirata a un passo della letteratura ovidiana. In maniera contraria, fu argomentato che il passaggio di Ovidio preso come base fosse manchevole della esplicita menzione al tridente, presente invece nell'opera. William Collier ipotizzò si trattasse di un diverso riferimento da Ovidio, che mostrava Nettuno espressamente in collera (altrimenti tale caratteristica sarebbe stato anomala nella raffigurazione berniniana), ma anche questa tesi fu scartata perché assente la menzione del tridente.
Collier sottolineò anche che se Virgilio fosse stato la fonte, Nettuno non avrebbe utilizzato il tridente per calmare le acque, bensì per disincagliare le navi dalle rocce, così come scritto nel poema epico. Tuttavia, non essendovi alcun simbolo riconducibile alle imbarcazioni, questa teoria non pare avvalorata da alcunché.
Come nota a margine, è stato anche posto l'accento sul drappeggio di Nettuno, che pare rassomigliare alla testa di un delfino. Questo dettaglio sarebbe un omaggio alle Metamorfosi ovidiane, sia in riferimento a un brano in cui è presente Nettuno con dei delfini (ma non con Tritone), sia al tema della trasformazione, trasversale nell'intero poema. Rosemary Barrow lo ha invece ricondotto alla spensieratezza del tocco artistico, "evocativa dello spirito del Rococò ellenistico".

#### Tritone
Tritone, figlio di Nettuno, si trova tra le gambe del padre, mentre si protrae in avanti per soffiare all'interno della conchiglia. È notevolmente più giovane, probabilmente un ragazzo, ma la sua muscolatura è già ben definita. Nel soffiare, annuncia che il re della terra e degli oceani si sta avvicinando. Tritone afferra la gamba di Nettuno e infila la spalla sinistra tra le sue cosce.
Bernini sceglie di raffigurare Tritone con due code, simulando le gambe umane; tale scelta sarà successivamente ribadita anche nella Fontana del Tritone a Roma.

### Naturalismo
Il naturalismo delle figure suggerisce l'intenzione dell'artista di suscitare un'immediata risposta emotiva nello spettatore. Lo sguardo accigliato di Nettuno trasmette un senso di forza feroce.  La sua posa è fiera, scolpita nella pietra, e consolida il suo potere divino. Al contrario, Tritone si presenta come sottomesso, mentre si aggrappa alla coscia del padre. Il suo volto è carico di tensione, come se sapesse di dover obbedire qualunque cosa Nettuno gli ordini di fare. La sua natura timida e la presenza dominante di Nettuno mostrano la realtà delle emozioni umane e riconduce all'idea del Bernini di conferire vita ai miti.
Bernini ha dato agli spettatori la possibilità di "vedere" queste divinità dal vivo, in azione. Questa è stata la prima opera scultorea di Bernini "dove la sagoma è spezzata, dove si tocca l'apice dell'azione transitoria, che va oltre i limiti fisici". L'obiettivo della scultura è quello di portare lo spettatore a confrontarsi con un mito o una storia in grado di mostrarsi autentici grazie alla drammatica tensione delle posizioni dei corpi e ai sottili accenni di vita naturale. Bernini diede voce ai miti e l'opportunità di essere vere storie e chiese ai suoi spettatori di credere in quelle verità.

## Galleria d'immagini

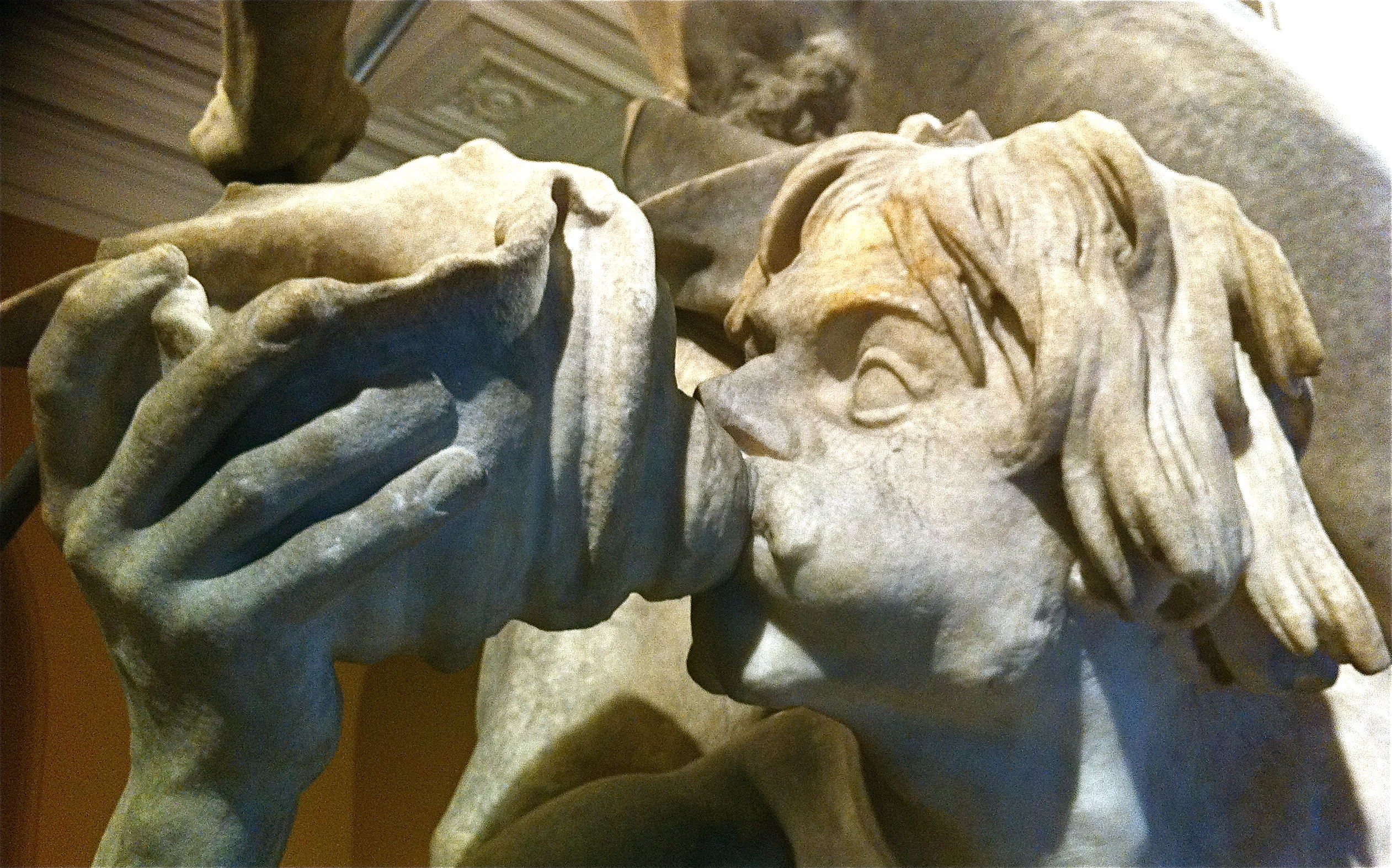
Dettaglio di Tritone.
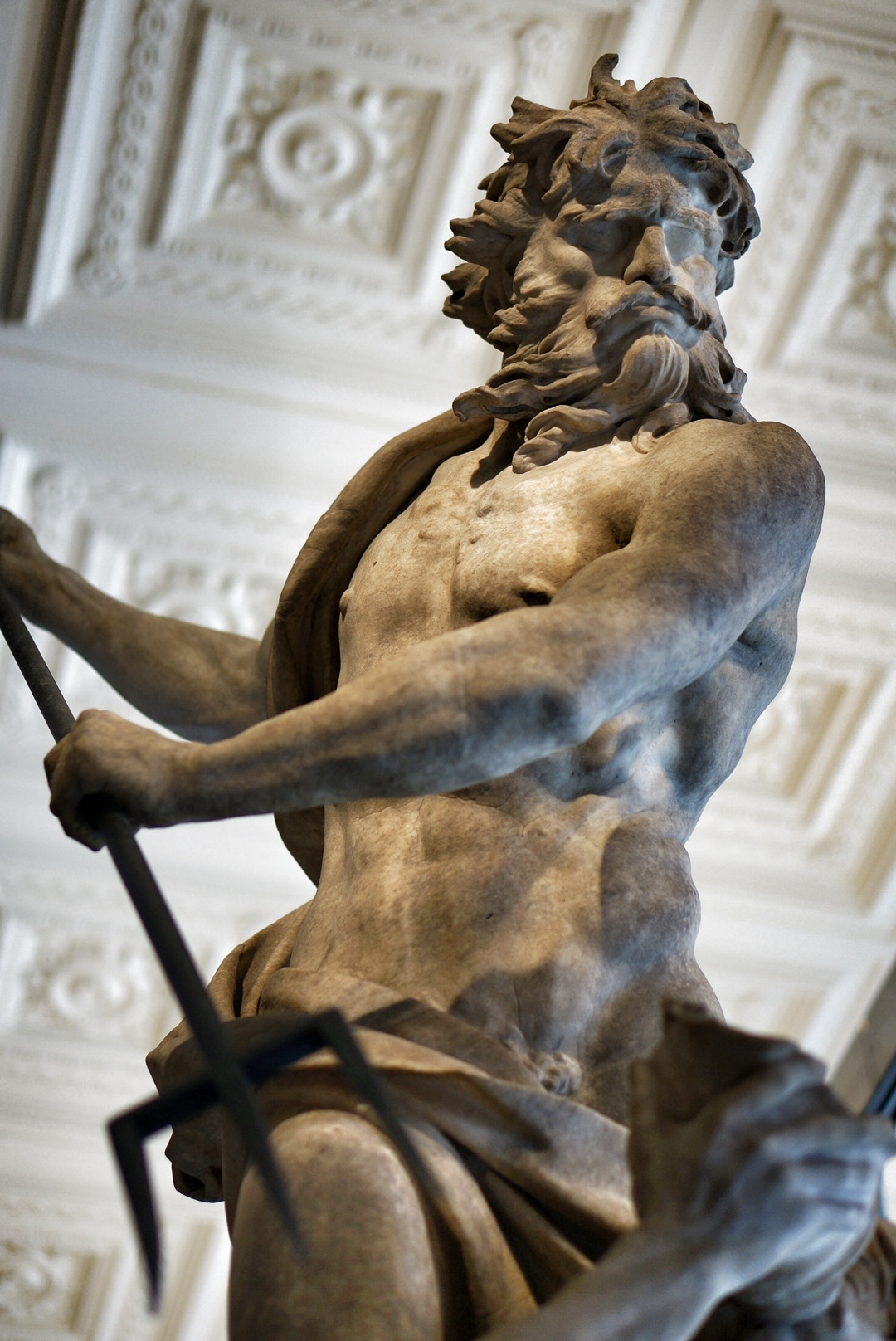
Dettaglio di Nettuno.
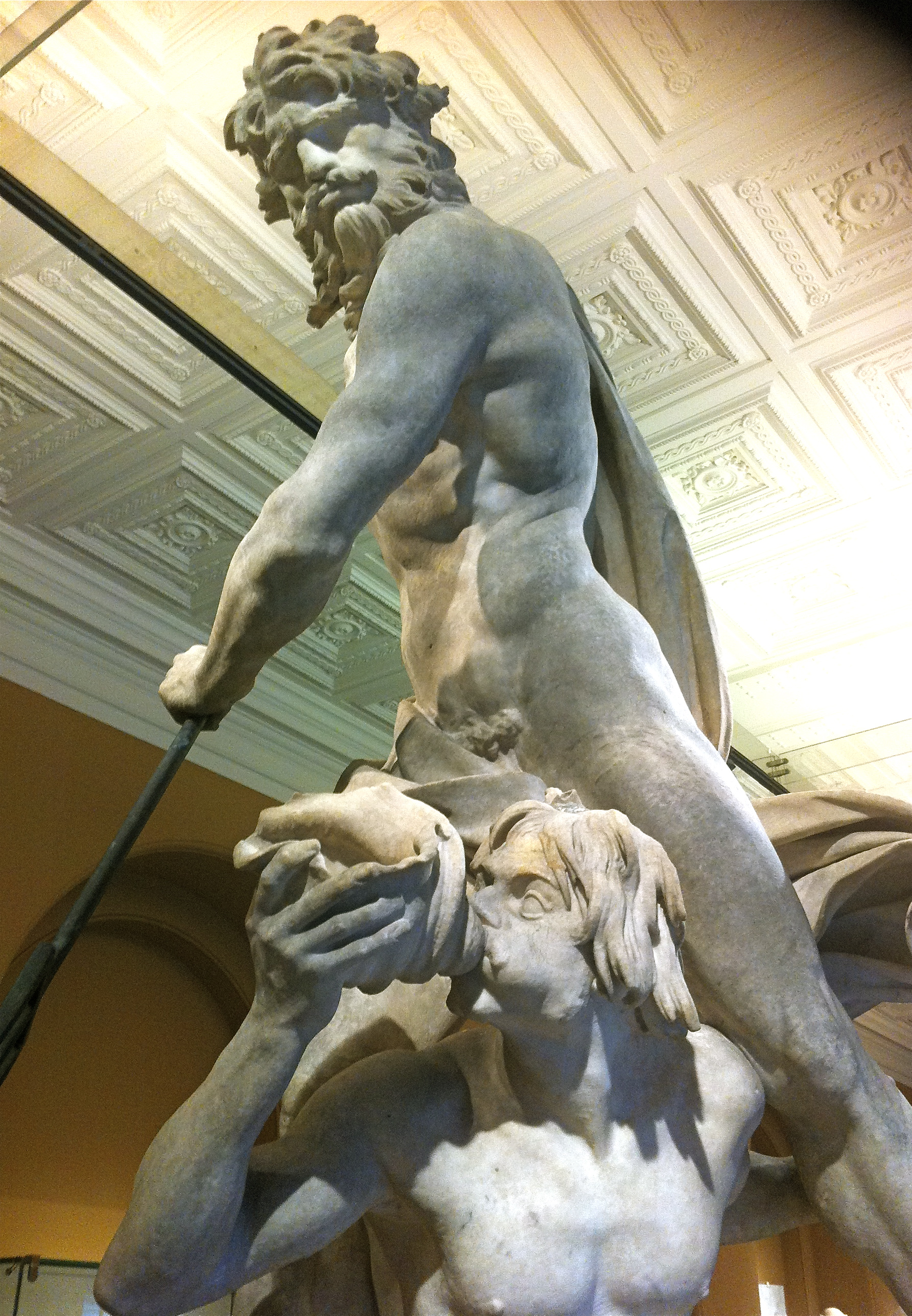
Altra veduta.
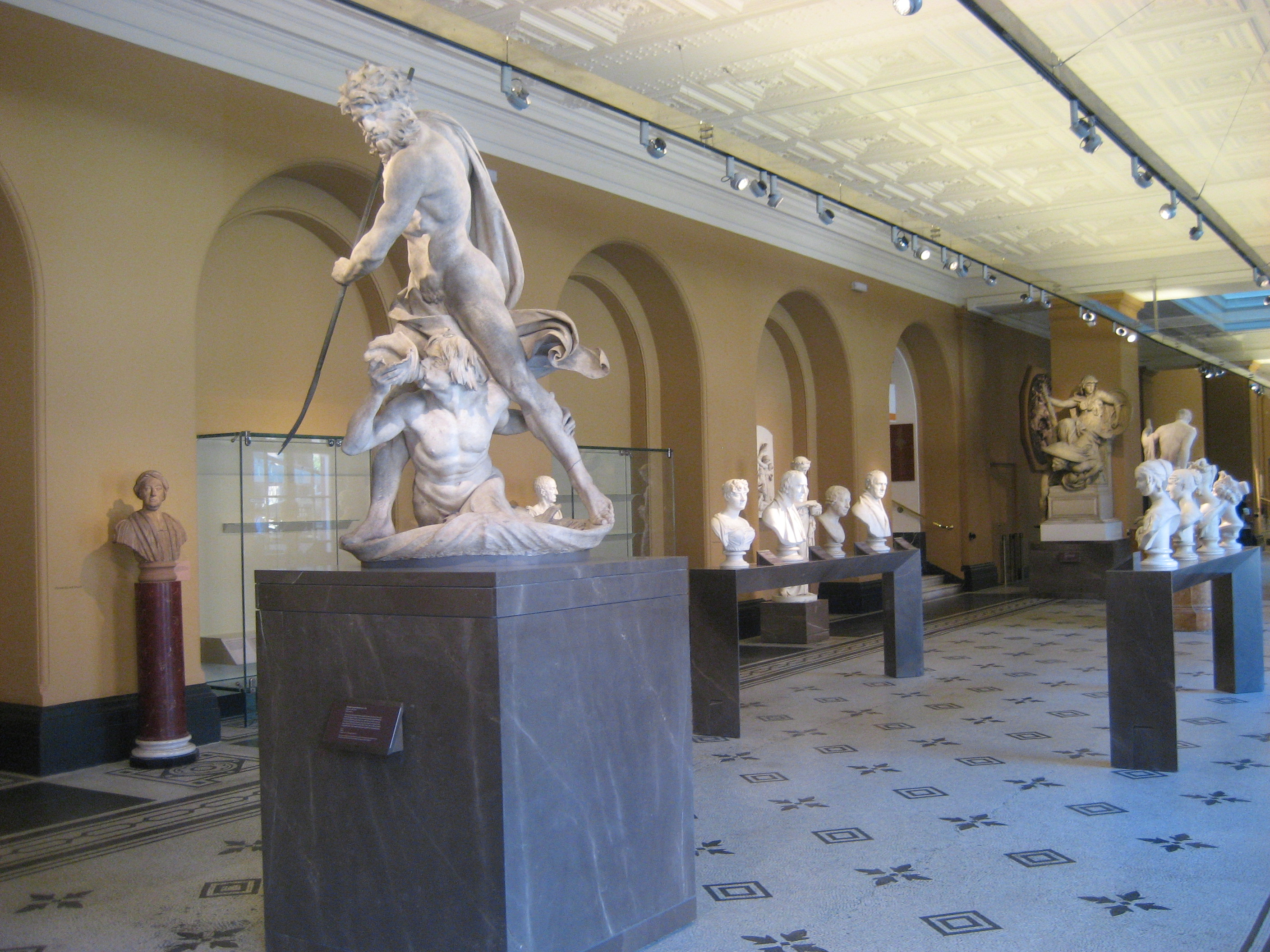
L'opera all'interno della sala che la ospita.